# Koszary w Grajewie

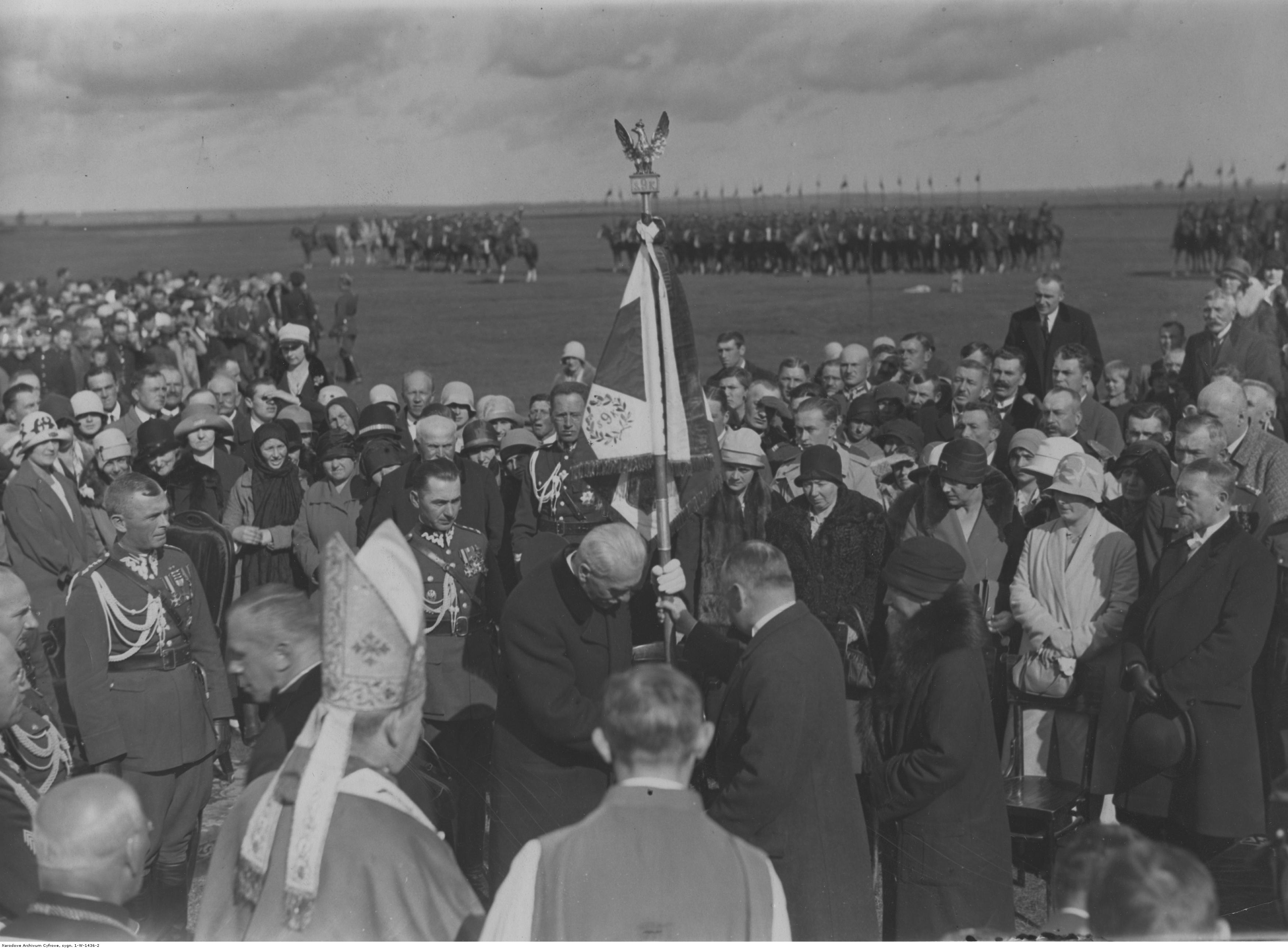
Święto 9 psk w Grajewie 1928 – prezydent Ignacy Mościcki odbiera sztandar z rąk ofiarodawcy.

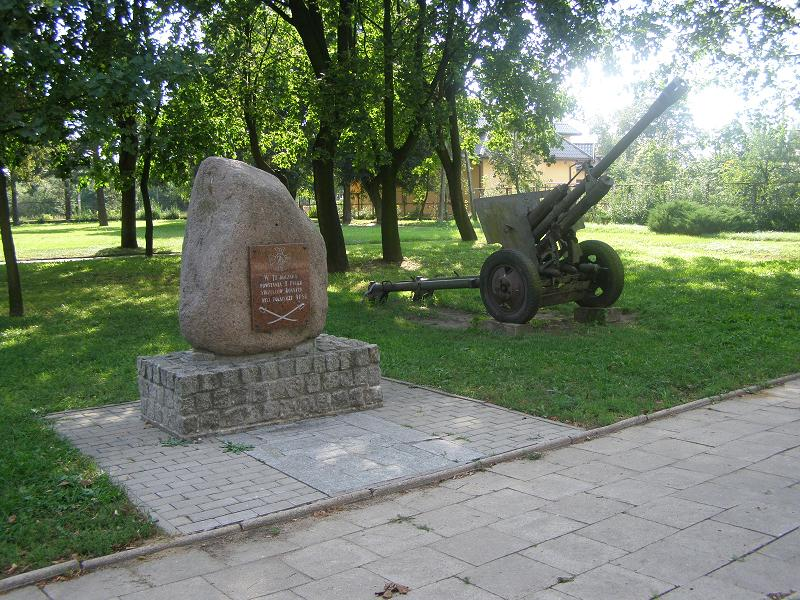
Grajewo – pomnik 9 pułku strzelców konnych

Koszary w Grajewie – kompleks koszarowy znajdujący się na terenie garnizonu Grajewo.
Przed I wojną światową stacjonował tu rosyjski 4 pułk dragonów; w okresie II Rzeczypospolitej – 9 pułk strzelców konnych, a po II wojnie światowej – 42 batalion łączności specjalnej.

## Charakterystyka
Drewniano-murowane koszary w rejonie dzisiejszych ulic: Wojska Polskiego – Konopki – Legionistów w Grajewie wzniesione były przez Rosjan w latach 1894 –1897. Do 1914 stacjonował w nich 4 (10) Nowotroicko-Jekaterynosławski pułk dragonów. 
We wschodniej części koszar znajdowała się kryta ujeżdżalnia, dwa budynki koszarowe, dzwonnica i cerkiew, stajnia i budynek koszarowy. Po zachodniej stronie ul. Wojska Polskiego mieściły się: dowództwo pułku, kasyno oficerskie, domy oficerskie, izba chorych, a w 1930 wzniesiono również dom podoficerski FKW. 
Po zajęciu Grajewa przez Niemców, w koszarach urządzono obóz jeniecki, a pod koniec wojny polsko-bolszewickiej stacjonował tu szwadron zapasowy 10 pułku Ułanów Litewskich. Jako że szwadron nie potrzebował tak dużego obiektu, rozebrano piętrowy murowany koszarowiec na dwa szwadrony, drewniany koszarowiec na pół szwadronu oraz dwie drewniane stajnie na 152 konie każda. Po rozbiórkach pojemność koszar wynosiła zaledwie 378 ludzi i 353 konie.  
W 1924 do koszar wprowadziła się część pododdziałów reorganizującego się 9 pułku strzelców konnych. Początkowo w Grajewie kwaterowały: drużyna dowódcy pułku oraz szwadrony: 1., 2. i ckm. Po powrocie z ćwiczeń letnich, 10 września 1925, nastąpiła zamiana: 4 szwadron przeszedł do Grajewa, a szwadron ciężkich karabinów maszynowych do Osowca. Kolejna zmiana nastąpiła w listopadzie 1933. Wtedy to szwadron ckm wrócił do Grajewa, a w jego miejsce do Osowca przeszedł 2 szwadron. Ostatnia zmiana miała miejsce 14 września 1936 – do Grajewa przybył pluton łączności. Ulokowano go, wspólnie z nowo sformowanym plutonem kolarzy, w wynajętej od spadkobierców Wolfa Lejby Hepnera kamienicy przy ul. Kolejowej 10, a dwie tamtejsze szopy przerobiono na stajnie.

W latach 30. XX w. kompleks przyjął nazwę Koszary Pułaskiego. Jej zatwierdzenie ogłoszono w Dzienniku Rozkazów MSWojsk. nr 23 z 18 lutego 1933.
Z koszar Pułaskiego w Grajewie zachowały się (2019) jedynie nieliczne budynki. Przebudowaną krytą ujeżdżalnię zajmuje Komenda Powiatowa Państwowej Straży Pożarnej, kasynem oficerskim administruje Grajewskie Centrum Kultury, domy mieszkalne pełnią nadal swoje funkcje, nieużytkowana pozostaje mała wieża ciśnień.